# جری و مارج پولدار می‌شوند
جری و مارج پولدار می‌شوند (به انگلیسی: Jerry & Marge Go Large) فیلمی محصول سال ۲۰۲۲ و به کارگردانی دیوید فرانکل است. در این فیلم بازیگرانی همچون برایان کرانستون، آنت بنینگ، رین ویلسون، لری ویلمور، مایکل مک‌کین، جک مک‌دورمن، آنا کمپ، تریسی توماس و توری کلی ایفای نقش کرده‌اند.